# Наташа Ловрић
Наташа Ловрић (2. октобар 2000) српска је рукометашица која игра на позицији десног крила. Тренутно наступа за Железничар из Инђије и репрезентацију Србије.
На свом дебију за репрезентацију на СП 2021. постигла је два гола.

## Трофеји
- Куп Србије: 2019/20, 2020/21.